# Pan (krater)
För andra betydelser, se Pan (olika betydelser).
Pan är den största kratern på Jupiters måne Amalthea. Den är 100 kilometer i diameter och är minst 8 kilometer djup. Den är uppkallad efter guden Pan i den grekiska mytologin.